# (33626) Jasonsmith
1999 JH71 (asteroide 33626) é um asteroide da cintura principal. Possui uma excentricidade de 0.13932500 e uma inclinação de 7.30607º.
Este asteroide foi descoberto no dia 12 de maio de 1999 por LINEAR em Socorro.